# Vran
Die Vran Planina (vran = Rabe) ist ein Gebirgsmassiv in Bosnien und Herzegowina, im Kanton Herzegowina-Neretva.
Er befindet sich im Rechteck zwischen den Orten Tomislavgrad, Prozor-Rama, Jablanica und Posušje. Der Vran gehört zum Dinarischen Gebirge, über welches die Grenze zwischen Kroatien und Bosnien und Herzegowina verläuft. Sein Name wurde von seinem dunklen und schwarzen Aussehen abgeleitet. Die höchsten Gipfel sind Veliki Vran (2074 m) und Mali Vran (2017 m).
In einer Hochebene südlich des Vran befindet sich der größte Bergsee Bosniens, der Blidinjsko jezero, im Norden dagegen der Ramsko jezero, einer der größten Stauseen des Landes.